# Gråhuvad albatross
Gråhuvad albatross (Thalassarche chrysostoma) är en starkt hotad fågel i familjen albatrosser inom ordningen stormfåglar.

## Utseende
Gråhuvad albatross är med en längd på 81 centimeter en relativt liten albatross. Den har mörkt askgrått huvud, hals och övre delen av nacken. Ovansidan av vingen, manteln och stjärten är svartaktig, medan övergumpen är vit. Bakom ögat syns en vit halvmåne. Den svarta näbben har starkt gula åsar som mot spetsen blir rosaorange. Undersidan och även vingens undersida är vit med mycket svart på den främre kanten och mindre där bak.

## Utbredning
Fågelns utbredningsområde är i södra polarhavet vid höga latituder. Den häckar på isolerade öar i Antarktiska oceanen, i norr upp till 35° S: Sydgeorgien, Islas Diego Ramirez och Ildefonso utanför Chile, på Prins Edward-ön and Marionön samt Crozet och Kerguelen i södra Indiska Oceanen och i Stilla havet Macquarieön och Campbellöarna.

## Status och hot
Fågeln har en världspopulation på 250.000 vuxna individer, men data från Sydgeorgien där ungefär hälften av världens gråhuvade albatrosser häckar visar på en kraftig nedgång. En huvudorsak tros vara fiske med långrev, där födosökande albatrosser helt enkelt fastnar i krokarna och dör. Internationella naturvårdsunionen IUCN kategoriserar därför arten som starkt hotad.

## Bilder

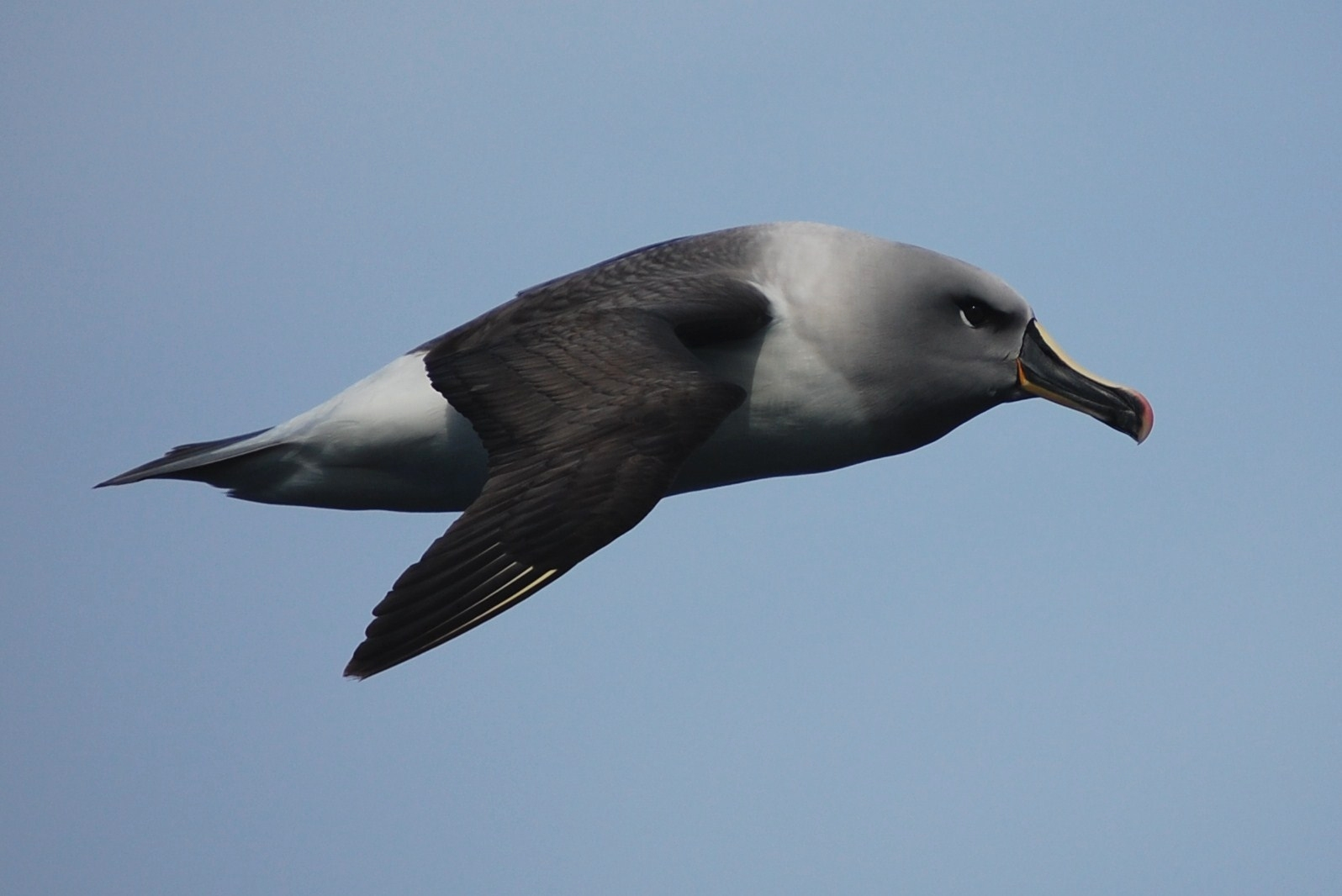
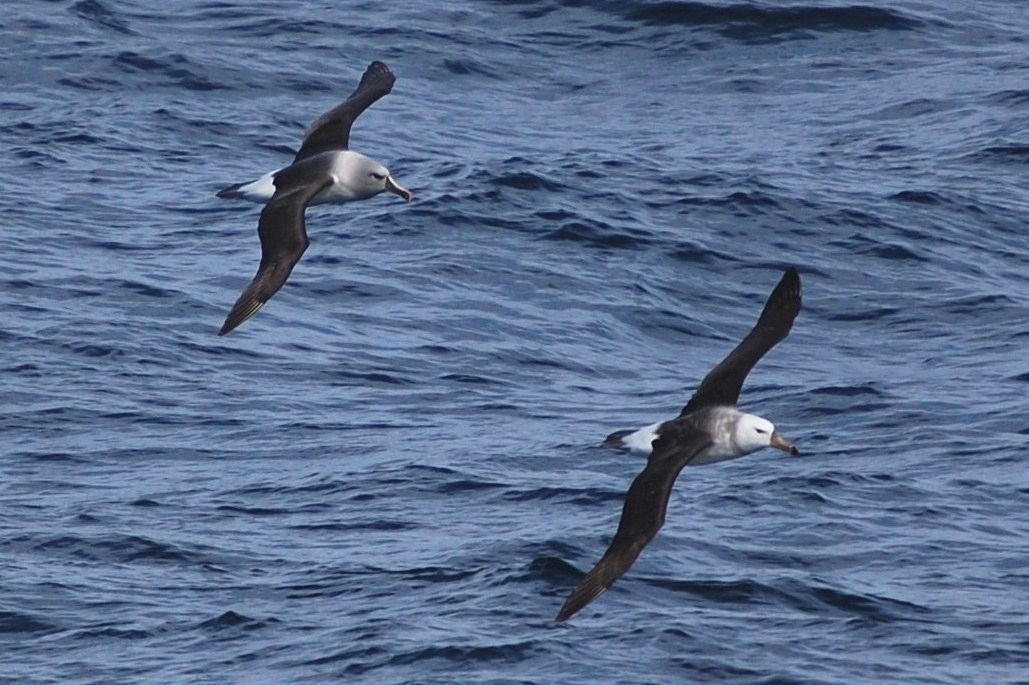
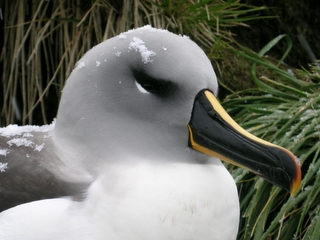
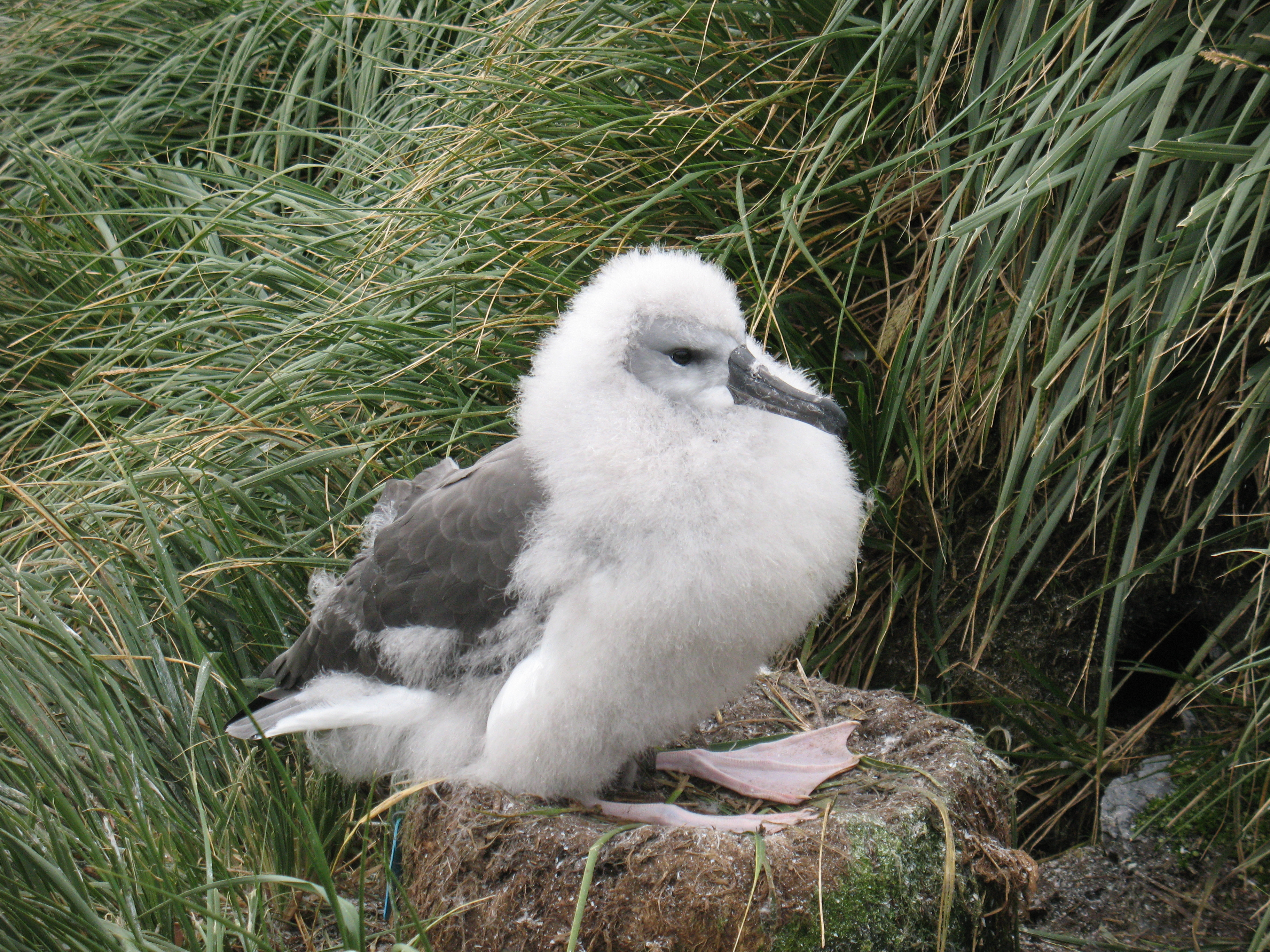